# 醮

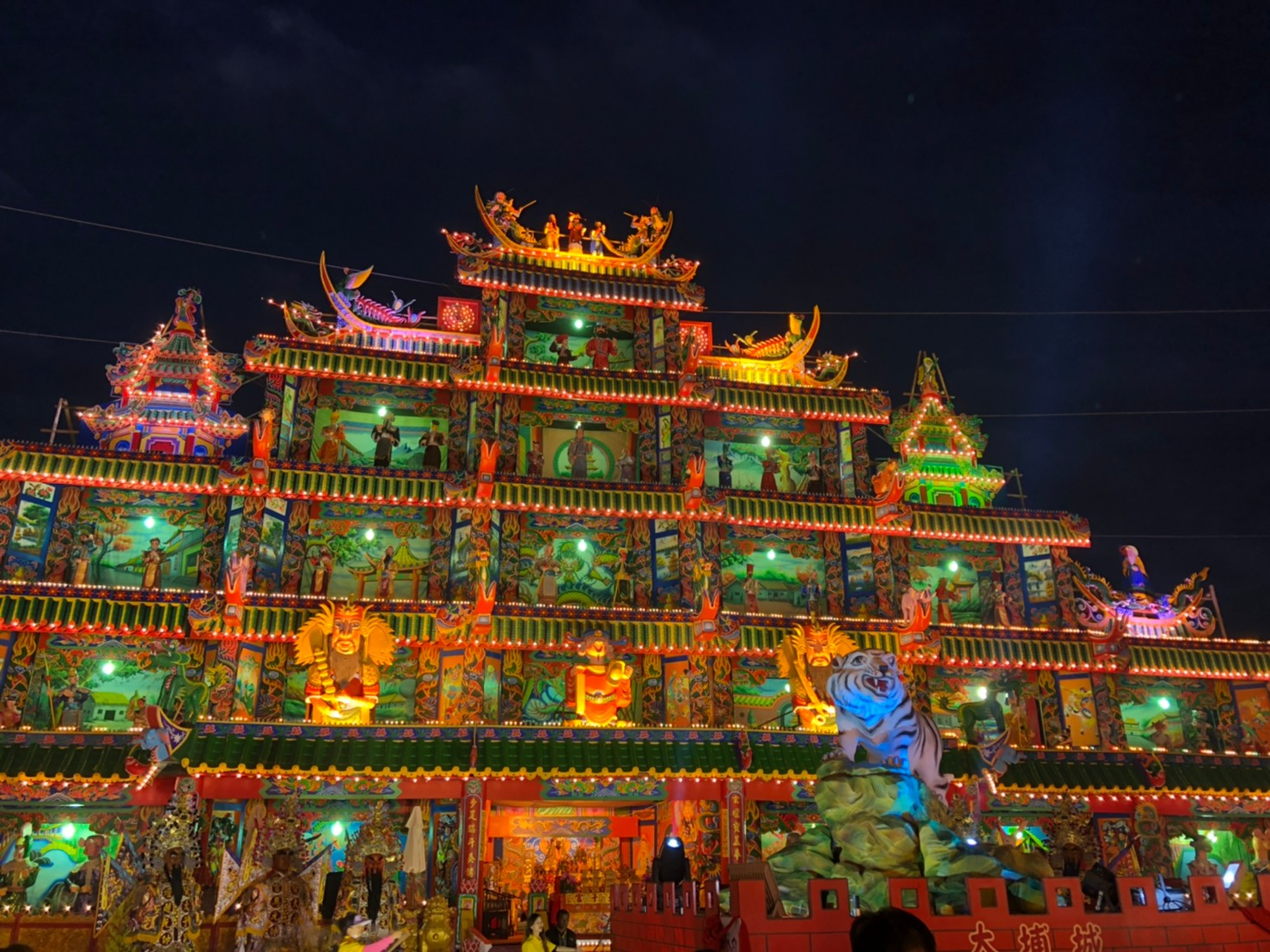
南投縣埔里鎮建醮醮壇

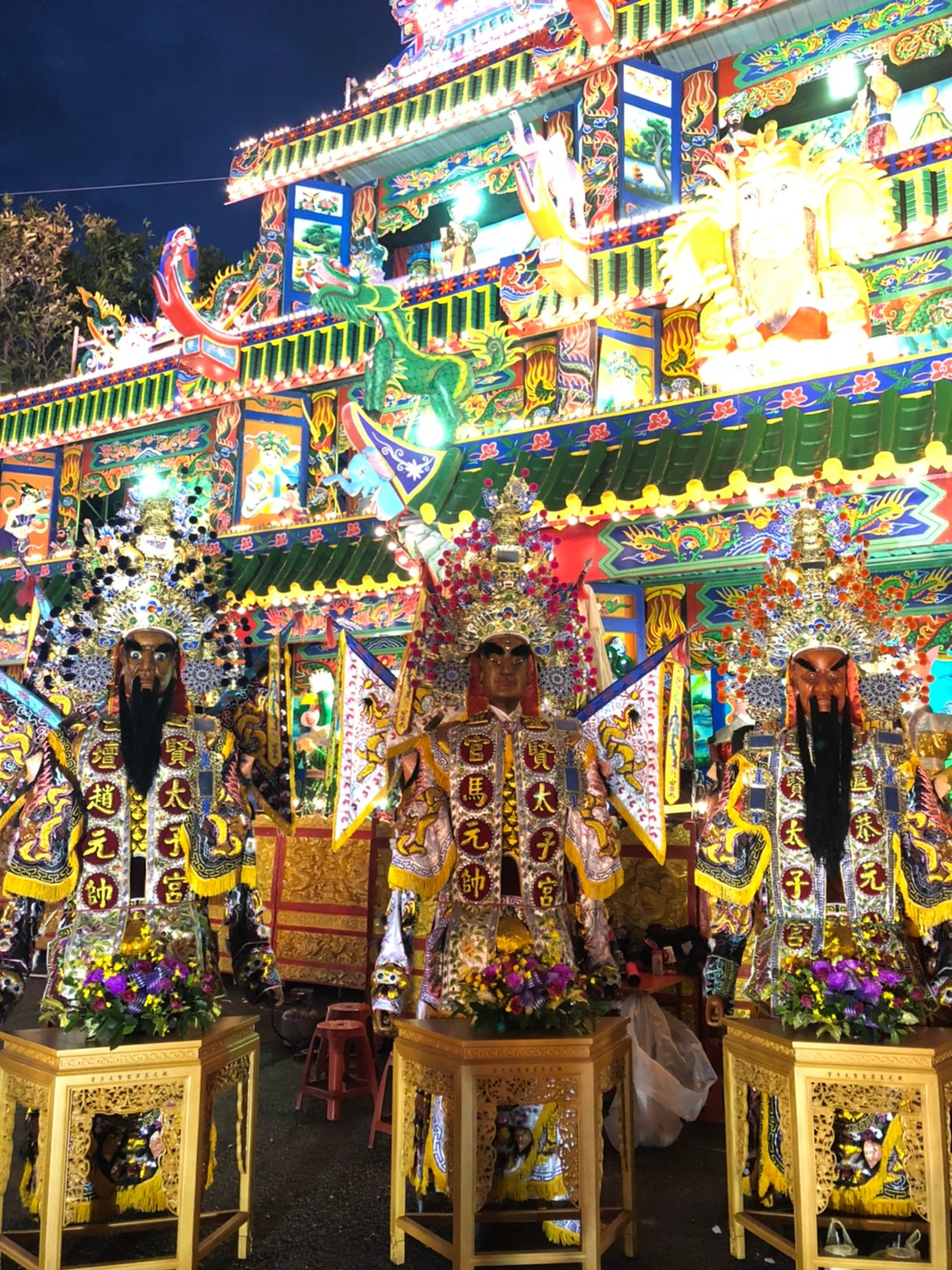
2020年12月埔里建醮大典

醮或醮典為道教祭典儀式。舉行醮典亦稱打醮、建醮、造醮或齋蘸。醮的種類很多，如禳災祈福為齋蘸，最著名的就是武則天的三官手書；祈求神明庇佑的叫“清醮”又稱為“祈安醮”；為慶祝寺廟或相關建築物落成的“慶成醮”；祭拜瘟神的叫“瘟醮”；超度死於水火亡魂的是“水醮”或“火醮”。此外，尚有為神明祝壽的“神誕醮”和佛教盂蘭盆會混合而成的“中元醮”等。

## 字義
《說文》：「醮，冠娶福祭。」《博雅》：「醮，祭也。」《高唐賦》提到祭祀時：「進純犧，禱琁室。醮諸神，禮太一。」《隋書·經籍志》：「夜中於星辰之下，陳放酒脯、餅餌、幣物，歷祀天皇、太乙，祀五星列宿，為書如上章之儀以奏之，名之為醮。」

## 歷史
漢之後，醮成為道教的重要儀式，許多道教的典籍都有記載醮儀。史書上亦有許多關於醮事的記載，例如《ˋ書卷七·志第二·禮儀二》：「大業中，煬帝因幸晉陽，遂祭恒ˋ知岳。其禮頗採高祖拜岱宗儀，增置二壇，命道士女官數十人，於壝中設醮。」到了明末所撰的《正字通》中，「醮」字的知釋更顯醮和道教的關係：「凡僧道設壇祈禱曰醮。」
明代之後，民間醮典已不一定和道教有關。

## 種類
在道教上，醮分清醮（陽醮）和幽醮（陰醮），前者主要目的為祈福、慶賀，後者則意在超渡亡靈。《喻世明言·第二十四卷楊思溫燕山逢故人》就提到幽醮一詞：「（金陵土星觀觀主劉金壇）吩咐一面安排做九幽醮，且請眾官到裡面看靈芝。」
在香港，醮典主要稱為「太平清醮」。
在臺灣，醮多於冬天舉行，有「立冬之後打大醮」的說法。除了有定期醮典外，亦有因各種特殊原因而有的，如：
- 水醮、火醮：因有關災害發生了而舉行，附屬清醮或王醮。
- 中元醮：普渡亡靈。
- 瘟王王船醮：多在南部有王爺信仰的地區舉行，驅瘟逐疫之王爺醮，迎接代天巡狩下凡主持。
- 慶成醮：慶祝建築物（多為廟宇）落成。
- 圓醮：主醮祭後舉行。
- 臺南每年冬天舉辦建醮大典，有分三年一次，五年一次，九年一次，甚至十二年以上皆有

按日子長短，有一／二／三／五／七／九朝醮。

## 民間醮典習俗
- 齋戒

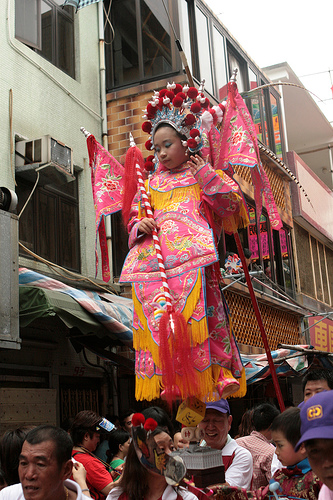
長洲太平清醮飄色巡遊

- 百足真人蜈蚣陣（臺灣南瀛五大香）／飄色（香港長洲）：以兒童裝扮成歷史人物巡遊
- 進香
- 神功戲（以粵劇、潮劇、白字戲、歌仔戲、掌中戲、傀儡戲等）表演
- 搭醮壇
- 豎燈篙（香港稱「豎幡」）：請天地鬼神參加醮典
- 普渡
- 祭王船（王船祭）

## 研究書目
- 呂鵬志：《唐前道教儀式史綱》（北京：中華書局，2008）。
- 蔡志祥，2000，《打醮：香港的節日與地方社會》，香港三聯書店 ISBN 9620416708
- Bokenkamp, Stephen（柏夷）著，林欣儀譯：〈麻布與灰――塗炭齋中的自我與家族 （页面存档备份，存于）〉。
- 吕鹏志：〈灵寶六斋考 （页面存档备份，存于）〉。
- 譚偉倫：〈中國東南部醮儀之四種形態 （页面存档备份，存于）〉。
- 譚偉倫：〈粤北及赣西北山区乡村醮仪的佛教元素 （页面存档备份，存于）〉。
- 劉枝萬：〈臺灣南部何以多醮 （页面存档备份，存于）〉。
- 賴宗賢：〈台灣的醮祭與符咒 （页面存档备份，存于）〉。
- 卜永堅等：〈宗教儀式．地域社會．歷史脈絡：婺源縣玉坦村2009年11月仙水老爺醮考察報告 （页面存档备份，存于）〉。

## 外部連結
- 佳里刈香情：醮典卷 （页面存档备份，存于）
- 王爺信仰（椰林風情 - 精華區）：提到瘟醮王船祭

### 特定醮典
- 嘉義市城隍廟清醮 （页面存档备份，存于）
- 茄萣鄉：提及其建醮儀式
- 西港王船醮-文建會公告國定重要民俗